# Hanns Peters
Hanns Peters (* 13. Januar 1930 in Saarbrücken; † 31. März 2015 in München) war ein deutscher katholischer Verbandsfunktionär und Ruderer, der für das Saarland antrat.

## Biografie
Hanns Peters gehörte der Delegation des Saarlandes bei den Olympischen Sommerspielen 1952 in Helsinki an. Zusammen mit Werner Biel und den Brüdern Hans und Joachim Krause-Wichmann startete er im Vierer ohne Steuermann. Ihren Vorlauf gewann die Besatzung gegen die favorisierten Boote aus Italien und Norwegen. Im Halbfinale und im Hoffnungslauf unterlagen die vier Ruderer jedoch knapp und verpassten somit das Finale.
1955 konvertierte Peters zur katholischen Kirche und wurde 1966 in den Pastoralrat der deutschen katholischen Gemeinde in Paris berufen. Von 1970 bis 1972 war er in Stuttgart-Botnang und von 1972 bis 1979 in Kehl  als Pfarrer tätig. 1982 war er für die Pfarrerei St. Karl Borromäus im Münchner Stadtteil Fürstenried tätig, wo er unterschiedliche Ämter innehatte.